# Gooding (Idaho)
Gooding ist die größte Stadt (city) und der County Seat des Gooding County im US-Bundesstaat Idaho.

## Lage
Gooding liegt am Little Wood River etwa 20 Kilometer westlich von Shoshone auf einer Höhe von 1089 Meter. Nördlich der Stadt verläuft der Big Wood River, südlich der Stadt der U.S. Highway 26. Östlich der Stadt liegt das Ende des Black Butte Crater Lava Field.
Die Stadt hat eine Fläche von 3,96 km², davon 3,93 km² Land und 0,03 km² Wasser.

## Geschichte
1882/83 errichtete die Oregon Short Line einen Bahnhof an der Stelle des späteren Gooding, 1887 kam ein Postamt dazu. Frank R. Gooding, der von 1905 bis 1909 Gouverneur des Bundesstaates Idaho war und auf dem Gelände des späteren Stadt Schafzucht betrieb, ließ 1907 eine Fläche von 65 Hektar parzellieren und verkaufen. Der 14. November 1907, an dem die erste Parzelle verkauft wurde, gilt als Gründungsdatum des später nach Gooding benannten Ortes. 1911 wurde das erste Rathaus mit einem Büro des Bürgermeisters und einem Tagungsraum des Stadtrates als Anbau an das bestehende Feuerwehrhaus errichtet.

## Klima
Gooding hat ein relativ mildes Klima mit einer durchschnittlichen Höchsttemperatur von 24 °C, einer durchschnittlichen Tiefsttemperatur von −2 °C und einer durchschnittlichen Niederschlagsmenge von 227 mm.

## Demografie
Das U.S. Census Bureau hat bei der Volkszählung 2020 eine Einwohnerzahl von 3.707 ermittelt. 18,8 % der Einwohner waren unter 18 Jahre alt, 20,8 % waren 65 oder älter. Das Durchschnittsalter wurde mit 43,6 Jahren angegeben.

## Söhne und Töchter der Stadt
- Frank Cary (1920–2006), Manager, 1973–1981 CEO von IBM